# 11119 Taro
11119 Taro eller 1996 PS9 är en asteroid i huvudbältet som upptäcktes den 9 augusti 1996 av den japanske amatörastronomen Tomimaru Okuni vid Nanyō-observatoriet. Den är uppkallad efter astronomen Soutaro Ito.
Asteroiden har en diameter på ungefär 6 kilometer.